# Generalitat de Catalunya
A Generalitat de Catalunya, Katalónia  regionális kormányzórendszere, amelynek keretében Katalónia autonóm közösségként politikailag funkcionál. A Generalitat a Katalán Parlament, Katalónia elnöke illetve Katalán Kormánytanács intézményeit egyesíti. Sokszor tévesen a Generalitat megnevezés alatt a regionális kormányt értik.

## Autonóm kormányzás rendszere
1979-ben lépett életbe Katalónia alaptörvénye, amely nagyobb fokú autonómiát adott a régiónak. Navarra és Baszkföld után Katalónia rendelkezik a legmagasabb szintű autonómiával Spanyolországon belül.

### Parlament
A parlament Katalónia törvényhozói és népképviseleti szerve. Egykamarás parlament, a törvényhozói hatalmat testesíti meg. A Generalitat által beterjesztett költségvetést fogadja el valamint ellenőrzi és előmozdítja a regionális politikát. Katalónia alaptörvényében előírt törvényi kompetenciákat és feladatokat hajtja végre.

### Generalitat elnöke
A Generalitat elnöke Katalónia legnagyobb politikai tisztséget jelenti a régióban, protokolláris és politikai hatalommal bír. Irányítja és koordinálja a kormánytanács tevékenységeit. Székhelye Barcelonában, a Gótikus-negyedben levő Plaça de Sant Jaume téren található.

### Kormánytanács
A kormánytanács a Generalitat politikai és adminisztratív feladatait látja el. Végrehajtói hatalommal rendelkezik. A kormánytanácsnak több képviselete is működik Barcelonán kívül:  Gerona, Lérida, Tarragona ,Tortosa, Manresa, Tremp és Villafranca del Panades településeken.

### Alaptörvényt Garantáló tanács
A tanács feladata a Parlament által vitára bocsátott törvénytervezetek ellenőrzése, annak céljából, hogy a tervezet ne ütközzön a regionális alaptörvénnyel illetve hogy megvizsgálja az adott törvénytervezet megfelel-e a Spanyol Alkotmányban és Katalán alaptörvényben leírtaknak.

### Síndic de Greuges
Síndic de Greuges, Katalónia ombudsmani hivatalának a neve. Feladatuk, hogy a Spanyol alkotmány és a regionális alaptörvényben garantált szabadságot és jogokat megvédje. Felügyeli a regionális kormányt, a Generalitatot, a regionális közintézmények működését valamint azon magánvállalkozásokat amelyek közszolgáltatásokat illetve közfeladatokat látnak el emellett olyan magánszemélyeket is felügyel, akik a közszférával szerződéses viszonyban állnak. Továbbá Katalónia önkormányzatainak és annak intézményeinek a felügyeleti szerve. Hatásköre kiterjed arra is, hogy a Spanyolország alapjogi biztosával együttműködve, a központi madridi kormány által előírtak szerint gyakorol felügyeletet.